# Thalassoica antarctica
Il petrello antartico (Thalassoica antarctica (Gmelin, 1789)) è un uccello della famiglia Procellariidae, dal piumaggio bruno scuro e bianco piuttosto marcato, che si trova in Antartide, più frequentemente nei mari di Ross e di Weddell. 
I primi avvistamenti risalgono al 1773 nell'Oceano Antartico.

## Descrizione
Il piumaggio è di colore bruno scuro su testa, nuca, dorso, estremità della coda e margine anteriore del lato superiore delle ali. La parte inferiore del corpo è bianca, ad eccezione della gola che si presenta scura similmente al dorso. Generalmente il piumaggio si schiarisce durante l'estate.

## Biologia

### Comportamento
Il petrello antartico è un uccello fortemente gregario, che nidifica in dense colonie e si sposta in stormi che possono includere fino a 6000 esemplari.
Le zone più frequentate per cacciare sono caratterizzate da un'elevata concentrazione di ghiaccio galleggiante, che circonda la calotta glaciale antartica in seguito al distacco da essa. Talvolta sosta sulle lastre di ghiaccio per riposare.
Il tratto superiore del suo apparato digerente produce un olio ricco di trigliceridi che viene accumulato nel proventricolo, all'occorrenza l'olio può essere rigurgitato a scopo difensivo contro potenziali predatori, oppure può costituire una nutriente riserva di grassi durante voli prolungati o per sfamare i pulcini.

### Alimentazione
Si nutre di krill, piccoli calamari, mictofidi, nototenidi ed altri pesci pelagici. Può immergersi fino a 1,5 metri sott'acqua per catturare le prede.
Si ciba mentre nuota ma può tuffarsi con facilità dalla superficie e dall'aria.
Poiché nutrendosi ingerisce anche considerevoli quantità d'acqua salata, possiede delle ghiandole per desalinizzare il proprio corpo, esse sono situate sopra la cavità nasale.

### Riproduzione
Nidifica su scogliere ed affioramenti a ridosso delle isole in tutto l'Oceano Antartico, in colonie che possono essere composte da oltre 200 000 coppie.
La riproduzione avviene fra ottobre e novembre. Ogni coppia cova un singolo uovo per circa 47 giorni, dopo i quali il pulcino viene nutrito per circa altri 45 giorni. Le uova hanno un tasso di schiusa del 70-90%. 
La sopravvivenza dei pulcini dipende dal calore corporeo e dal cibo forniti dai genitori, almeno fino all'undicesimo giorno dopo la schiusa.

## Distribuzione e habitat
L'areale del petrello antartico corrisponde ai mari antartici ed alle relative isole e zone costiere, ma sono stati avvistati esemplari fino a 250 km verso l'entroterra antartico. Occasionalmente si spinge fino alle coste della Nuova Zelanda, dell'Australia e nella parte meridionale del Sudamerica.

## Tassonomia
Il petrello antartico è l'unica specie conosciuta del genere Thalassoica e appartiene alla famiglia dei Procellaridi e all'ordine dei Procellariformi.

## Conservazione
In virtù del suo vasto areale e della sua prosperità il petrello antartico è classificato come specie a rischio minimo.